# Fabio Scozzoli
Fabio Scozzoli (né le 8 août 1988 à Lugo) est un nageur italien, spécialiste de la brasse.
Révélé lors de l'Universiade d'été 2009 à Belgrade, il est, le 14 août 2010, le surprenant champion d'Europe du 50 m brasse, après avoir obtenu, quatre jours auparavant, la médaille de bronze du 100 m de cette même spécialité. Il confirme deux ans plus tard lors des mondiaux 2011 à Shanghai, avec deux médailles d'argent sur 50 m et 100 m brasse.

## Biographie
Fabio Scozzoli est triple champion national du 100 m brasse, deux fois en grand bassin, en juillet 2007 et en mars 2009, une fois en petit bassin, en novembre 2009.
Il honore sa première sélection en équipe italienne senior lors des Jeux méditerranéens de 2009. Retenu dans la composition du relais 4 × 100 m 4 nages, lui et ses trois coéquipiers prennent la 3e place de la finale. Moins d'une semaine plus tard, il participe à l'Universiade d'été organisée à Belgrade. Inscrit dans trois épreuves, les 50 et 100 m brasse puis le relais 4 × 100 m 4 nages, il termine au pied du podium du 50 m ; il améliore son record personnel en demi-finale puis de nouveau en finale et le porte de 27 s 70, temps réalisé moins d'un mois auparavant lors de l'Open de Paris de natation, à 27 s 49. Il se qualifie pour la finale du 100 m brasse avec le 4e temps des demi-finales, 1 min 0 s 14 ; il bat le record national détenu depuis presque 9 ans par Domenico Fioravanti en 1 min 0 s 46, réalisé lors de la finale olympique remportée par le nageur italien le 17 septembre 2000. En finale, 6e seulement à l'issue des 50 m, il comble son retard sur cinq de ses concurrents dans la dernière longueur de bassin et s'adjuge la médaille d'argent en 59 s 85, nouveau record d'Italie à la clé. Il devient ainsi le premier Italien à passer sous la barre de la minute. Il obtient une seconde médaille d'argent avec le relais 4 × 100 m 4 nages, en effectuant son relais en 59 s 68.
En 2013, Scozzoli bat le record d'Europe du 50 mètres brasse en petit bassin lors des étapes de Coupe du monde de natation d'Eindhoven puis de Berlin.

## Palmarès

### Championnats du monde
| Épreuve / Édition | Grand bassin      | Grand bassin     | Grand bassin     | Grand bassin   |
| Épreuve / Édition | Shanghai 2011     | Barcelone 2013   | Budapest 2017    | Gwangju 2019   |
| 50 m brasse       | Argent 27 s 17    | 18e 27 s 60      | 6e 26 s 91       | 8e SQ en final |
| 100 m brasse      | Argent 59 s 42    | 5e 59 s 70       | 18e 1 min 00s 08 | 9e 59 s 22     |
| 4 × 100 m 4 nages | 11e 3 min 36 s 74 | 6e 3 min 34 s 06 |                  |                |

| Épreuve / Édition      | Petit bassin          | Petit bassin  | Petit bassin         | Petit bassin   |
| Épreuve / Édition      | Dubaï 2010            | Istanbul 2012 | Doha 2014            | Windsor 2016   |
| 50 m brasse            | Disqualifié en finale |               |                      | 7e 26 s 18     |
| 100 m brasse           | Argent 57 s 13        | Or 57 s 10    |                      | Bronze 57 s 04 |
| 100 m mixte            |                       |               |                      | 16e 53 s 57    |
| 4 × 50 m 4 nages mixte |                       |               | Bronze 1 min 37 s 90 |                |

### Championnats d'Europe
| Épreuve / Édition       | Grand bassin        | Grand bassin     | Grand bassin         | Grand bassin         |
| Épreuve / Édition       | Budapest 2010       | Debrecen 2012    | Londres 2016         | Glasgow 2018         |
| 50 m brasse             | Or 27 s 38          | Argent 27 s 49   | 10e 27 s 77          | Argent 26 s 79       |
| 100 m brasse            | Bronze 1 min 0 s 41 | Or 1 min 0 s 55  | 9e 1 min 01 s 14     | 5e 59s 61            |
| 4 × 100 m 4 nages       | 5e 3 min 36 s 61    | Or 3 min 32 s 80 |                      |                      |
| 4 × 100 m 4 nages mixte |                     |                  | Argent 3 min 45 s 74 | Bronze 3 min 44 s 85 |

| Épreuve / Édition      | Petit bassin  | Petit bassin         | Petit bassin     | Petit bassin  | Petit bassin     | Petit bassin         | Petit bassin   |
| Épreuve / Édition      | Istanbul 2009 | Eindhoven 2010       | Szczecin 2011    | Chartres 2012 | Netanya 2015     | Copenhague 2017      | Glasgow 2019   |
| 50 m brasse            | 4e 26 s 41    | Bronze 26 s 68       | Or 26 s 25       | Or 26 s 18    |                  | Or 25 s 62           | Bronze 25 s 84 |
| 100 m brasse           | 4e 57 s 01    | Or 57 s 78           | Bronze 57 s 30   | Or 57 s 25    |                  | Argent 56 s 15       | Bronze 56 s 55 |
| 4 × 50 m 4 nages       |               | Argent 1 min 33 s 83 | Or 1 min 33 s 18 |               | Or 1 min 31 s 71 | Argent 1 min 31 s 91 |                |
| 4 × 50 m 4 nages mixte |               |                      |                  |               | Or 1 min 38 s 33 |                      |                |

### Universiade d'été
| Épreuve / Édition | Belgrade 2009        |
| 50 m brasse       | 4e 27 s 49           |
| 100 m brasse      | Argent 59 s 85       |
| 4 × 100 m 4 nages | Argent 3 min 35 s 75 |

### Jeux méditerranéens
| Épreuve / Édition | Pescara 2009         |
| 4 × 100 m 4 nages | Argent 3 min 35 s 55 |

## Records

### Records personnels
Ces tableaux détaillent les records personnels de Fabio Scozzoli en grand et petit bassin à ce jour.
| Épreuve      | Temps         | Compétition                     | Lieu                  | Date            |
| 50 m brasse  | 26 s 70 (RN)  | Championnats du monde 2019      | Gwangju, Corée du Sud | 23 juillet 2019 |
| 100 m brasse | 59 s 05       | FINA Champions Swim Series 2019 | Budapest, Hongrie     | 11 mai 2019     |
| 200 m brasse | 2 min 15 s 58 | Championnats d'Italie           | Pescara, Italie       | 29 mai 2009     |

| Épreuve      | Temps        | Compétition           | Lieu                 | Date             |
| 50 m brasse  | 25 s 62 (RE) | Championnats d'Europe | Copenhague, Danemark | 13 décembre 2017 |
| 100 m brasse | 56 s 15      | Championnats d'Europe | Copenhague, Danemark | 16 décembre 2017 |
| 200 m brasse | 2 min 7 s 76 | Championnats d'Italie | Riccione, Italie     | 21 novembre 2009 |